# Генная пушка

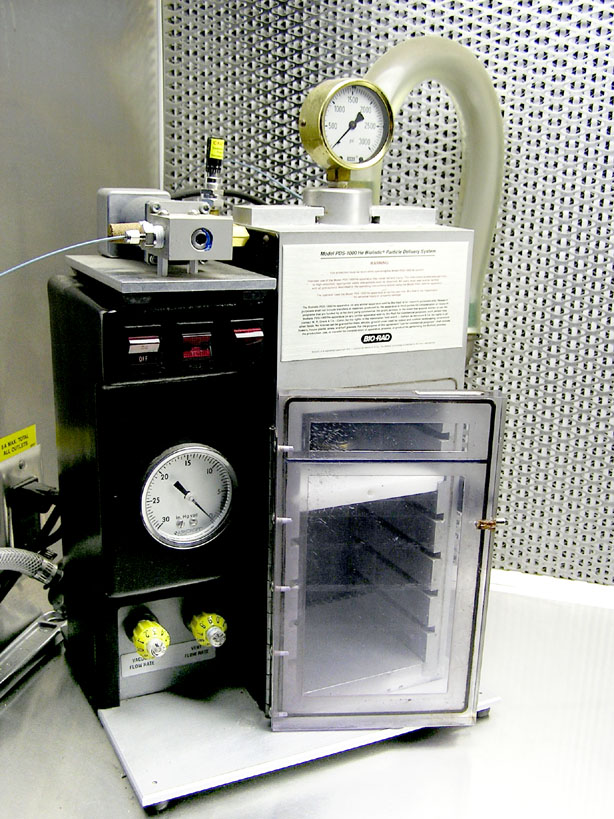
Генная пушка PDS-1000/He

Генная пушка (англ. gene gun, biolistic particle delivery system) — устройство, разработанное для трансфекции растений. Генная пушка доставляет частицы тяжелых металлов, покрытые плазмидной ДНК. Данную технологию часто называют биобаллистикой и биолистикой (от англ. bioballistics, biolistics).
При помощи генной пушки возможно модифицировать клетки любого типа, в том числе и растительные. При этом может происходить генетическая модификация как ядра, так и органоидов, например, пластид.

## Устройство
Генная пушка была сконструирована как пневматический пистолет, стреляющий частицами вольфрама. Частицы покрывали репортерными генами, и модифицировали клетки лука. Экспрессия гена-репортера в тканях лука свидетельствовала об успешной трансформации.
Первая генная пушка была создана на основе гвоздезабивного пистолета. Каплю порошка вольфрама с генетическим материалом наносили на пулю и выстреливали в чашку Петри, перед которой помещали пластину с вырезом, останавливающим пулю. Пуля задерживалась металлической пластиной, а частицы вольфрама с генетическим материалом попадали на чашку Петри. Клетки в центре полностью разрушались частицами металла, но по периферии оставались целыми и в них происходила трансформация. 
В настоящее время используют частицы золота и серебра, так как золото не является токсичным для клеток, в сравнении с вольфрамом.

## Применение
Генные пушки в основном используют для трансфекции клеток растений. Применение для животных клеток также возможно.

### Растения
Мишенью генных пушек часто является каллус (недифференцированные клетки растений), растущий на чашке Петри. Некоторая часть клеток не повреждается значительно частицами металла, ДНК с поверхности частиц проникает в ядро клетки и может встраиваться в хромосомы растения.
Отобранные клетки со встройкой обрабатывают растительными гормонами (например, ауксинами и гиббереллинами), получают ткани, и даже целые растения.

### Человек и животные
Генные пушки используют для доставки ДНК-вакцин.
Генные пушки используют для мечения клеток в культурах тканей. Введение плазмидной ДНК, кодирующие флюоресцентные белки, позволяют визуализировать клетки в культурах.
Для трансформации червя C. elegans, в качестве альтернативы микроинъекции также используют генные пушки.